# Uracis fastigiata
Uracis fastigiata là loài chuồn chuồn trong họ Libellulidae. Loài này được Burmeister mô tả khoa học đầu tiên năm 1839.